# Zırlankaya, Serik
Zırlankaya là một xã thuộc huyện Serik, tỉnh Antalya, Thổ Nhĩ Kỳ. Dân số thời điểm năm 2011 là 383 người.